# Хмыров, Михаил Дмитриевич
Михаи́л Дми́триевич Хмы́ров (1 сентября (13 сентября) 1830, с. Локотки, Глуховский уезд, Черниговская губерния — 27 ноября (8 декабря) 1872, Санкт-Петербург) — русский историк, публицист, библиофил.

## Биография
Потомок старинного дворянского рода Тульской губернии. Родился в селе Локотки Глуховского уезда Черниговской губернии 1 сентября 1830 года. Воспитывался в 1-м Московском кадетском корпусе, где служил воспитателем его отец, и, как один из лучших по успехам воспитанников, выпущен в 1848 году прапорщиком лейб-гвардии в Измайловский полк.
По собственным словам, «начал печататься подневольно, написав по приказанию кадетского начальства стихотворение на случай 50-летнего юбилея службы и жизни великого князя Михаила Павловича», напечатанное без ведома и без согласия автора в «Журнале военно-учебных заведений» в 1848 году; оно было положено на музыку Г. Д. Ломакиным и затем издано отдельно. В 1849 году Хмыров принимал участие в Венгерской кампании. В 1850 году он написал стихотворение, вызванное 50-летним юбилеем службы императора Николая в Измайловском полку, и это дало автору-прапорщику чин подпоручика (1850). 20 апреля 1851 года он был прикомандирован к 1-му Московскому корпусу репетитором математических наук; освобождённый таким образом от строевой службы, он получил возможность обратиться к занятиям отечественной историей, к которым он, по собственному выражению, имел «внутреннее влечение». Однако уже 28 ноября 1852 года Хмыров получил приказание возвратиться в свой полк; в 1854 году он был произведён в поручики и во время Крымской войны находился в составе войск, охранявших Петербургское побережье.
В 1858 году, следуя своему влечению к историческим работам, Хмыров задумал, по словам его биографа П. А. Ефремова, написать историю полка, в котором служил, и добился разрешения работать как в архиве Измайловского полка, так и в других петербургских и московских архивах. С 1860 года стал печатать исторические статьи.
Говоря о Хмырове, нельзя не упомянуть о его богатейшей библиотеке, на составление которой он не жалел своих скудных заработков; она состояла из 12 тысяч номеров одних только журналов и вырезок из них и приобретена в 1873 году при посредничестве С. Н. Шубинского (за 3000 рублей) для Исторического музея в Москве. Однако поступление включало в себя только около трёх тысяч изданий, наибольшую ценность представляли так называемые «хмыровские портфели»: 832 папки (конволюты) с тематически подобранными (свыше 300 тем) вырезками. Большую ценность представлял портфель с материалами для библиографического словаря «Русские люди». Библиотека Хмырова стала первым поступлением в фонды Российского Исторического музея.
Необеспеченный материально, существуя только литературными заработками, Хмыров под конец своей жизни сильно нуждался и даже должен был по частям продавать свою библиотеку, приводившую в восторг такого знатока книжного дела, как П. А. Ефремов, и всегда радушно открытую для всех, желавших в ней заниматься. Он задолжал за квартиру около 800 рублей известному заводчику и издателю «Биржевых ведомостей» В. А. Полетике, в доме которого на Моховой улице в Москве жил несколько лет. Полетика вытребовал с должника расписку, предъявил её ко взысканию, и библиотеке Хмырова грозила продажа с молотка, но ссуда А. А. Краевского в размере 800 рублей временно избавила его от уплаты долга. Правда, материальное положение от этого не улучшилось. Оставшись один (жена с детьми уехала в деревню к родным) он питался лишь чаем со студнем, покупаемом в мелочной лавочке.
Частная помощь не могла поддержать Хмырова, явился упадок сил, и он 27 ноября 1872 года после трёхмесячной тяжкой болезни скончался в Петербурге от скоротечного воспаления мозга, оставив семье лишь рубль денег из вспомоществования, выданного ему Литературным фондом. Погребён Хмыров в Сытинском погосте Каширского уезда Тульской губернии.

Приятели (П. А. Ефремов, С. Н. Шубинский) похоронили его на собранные в складчину деньги. Вот как характеризует Хмырова его друг П. А. Ефремов: 
Он был добр, прямодушен, готов на всякую услугу; в убеждениях своих был твёрд, не менял их и не скрывал, так что каждый мог знать, с каким человеком имеет дело, и смело на него положиться в случае нужды. Вместе с этим он был, однако, человеком крайне непрактичным во всём, что касалось его личных интересов, и часто терял там, где другой на его месте мог бы только выигрывать.

А вот мнение С. Н. Шубинского: 
умер Хмыров, бедствовавший всю свою жизнь, иногда, впрочем, по своей вине, или, вернее, по своему необычайному упрямству... мы особенно негодовали на Семевского. Нам обоим казалось возмутительным то обстоятельство, что Семевский, старый приятель Хмырова, издавая «Русскую старину», не хотел поддержать его, дав ему какую-нибудь постоянную работу в своём издании, и пробавлялся преимущественно даровым материалом.

## Творчество

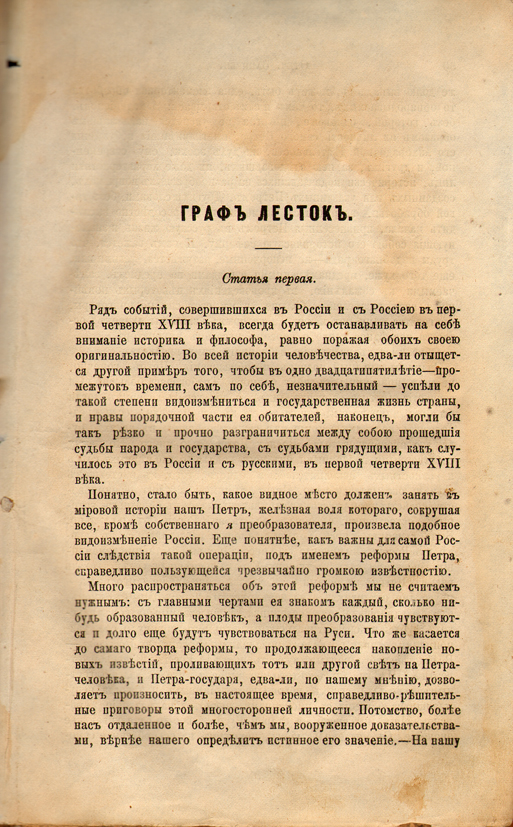
Статья М. Д. Хмырова в журнале «Отечественные записки», 1866 год, март, книжка первая

Первой его исторической работой была статья в «Рассвете» 1860 года (№ 1, 2, 8 и 9) — «Графиня Головкина и её время», вышедшая в 1867 году отдельным изданием, с исправлениями и дополнениями. В начале 1861 года, чтобы иметь больше времени для любимых занятий, Хмыров вышел в отставку с чином штабс-капитана, «возомнив о возможности существовать трудом литературным», как писал он позже в своей автобиографии. Тогда же Хмыров напечатал три обстоятельных очерка жизни русских писательниц: А. П. Буниной, М. А. Поспеловой и Е. Б. Кульман («Рассвет», 1861, № 11 и 12), статью «Ксения Борисовна Годунова» (ib., 1862, № 3 и 4) и перевод с французского подлинной записки Бирона: «Обстоятельства, приготовившие опалу Э. И. Бирона, герцога Курляндского» («Время», 1861, № 1), снабдив свой перевод приложением обширных и ценных примечаний. В 1862 году в «Русском мире» (№ 2 и 3) была напечатана его статья «Густав Бирон, брат регента», перепечатанная потом с дополнениями во 2-й книге «XVIII века» П. И. Бартенева. Затем деятельность Хмырова становится всё шире; так, он поместил множество статей географического, исторического, биографического и генеалогического содержания в «Энциклопедическом словаре» (тт. I, IV и VI), в художественном издании «Северное сияние» (1862—1865), целый ряд весьма ценных, обстоятельно составленных биографий в «Портретной галерее Мюнстера» (1865—1667); в «Артиллерийском журнале» 1865—1867 годов Хмыров напечатал статьи военно-исторического содержания («Артиллерия и артиллеристы в допетровской Руси», 1865, № 9) и биографии трёх первых русских генерал-фельдцейхмейстеров — Александра Имеретинского, Я. В. Брюса и И. Я. Гюнтера (1866, № 1—5), сотрудничал в «Книжном вестнике», «Отечественных записках» («Граф Лесток», 1866), «Русском архиве», «Живописном сборнике» и других периодических изданиях. Сверх того, много исторических материалов с объяснениями и примечаниями Хмырова помещено в «Русской старине». Из отдельных изданий необходимо упомянуть составленный Хмыровым (но не оконченный) и приложенный первоначально к календарям Генкеля «Алфавитно-справочный перечень русских удельных князей и членов дома Романовых» (СПб., 1871), который, по словам К. Н. Бестужева-Рюмина, внёс в историческую науку несколько новых данных, ибо автор для своей работы добросовестно перебрал все летописи. В 1869 году Хмыров, вместе с П. А. Ефремовым, издал шуточное «Полное и обстоятельное собрание анекдотов четырёх шутов: Балакирева, Д’Акосты, Педрилло и Кульковского» (СПб.). Уже после смерти Хмырова был издан сборник его исторических статей (СПб., 1873), а также труд его (дополненный и исправленный К. А. Скальковским) — «Металлы, металлические изделия и минералы в древней России. Материалы для истории русского горного промысла», СПб., 1875, — плод долгих занятий в архиве Горного департамента Министерства внутренних дел, сочинение, встреченное очень сочувственно; затем несколько сообщённых из его бумаг материалов помещено в «Русской старине» М. И. Семевского, «Древней и Новой России» и «Историческом вестнике». В том числе много публикаций под общей рубрикой «Из бумаг М. Д. Хмырова» осуществил С. Н. Шубинский: «Затруднения при поминовении Петра III»; «Стихотворное прошение придворных певчих Журавля и Кружка, поданное царице Екатерине I»; «Росписка герцогини курляндской Анны Ивановны в займе у обер-гофмейстера Петра Бестужева» и т. д.
Не увидели света сделанные Хмыровым указатели ко всем изданным «Запискам о времени Екатерины II», обширные поправки к 8 томам «Словаря достопамятных людей русских» Бантыша-Каменского и заметки и дополнения к 4 томам «Российской родословной книги» князя П. В. Долгорукова по генеалогии, в области которой Хмыровым были собраны богатейшие материалы, также дополнения к «Истории Российской иерархии» Амвросия, большое собрание надписей с надгробных памятников и множество материалов из архивов по всем отраслям знаний.
Любимой мечтой Хмырова в продолжение всей его жизни было — составить «Энциклопедию отчизноведения», то есть, подробный словарь всего, что только писалось о России. В этот словарь должны были войти всевозможные сведения о нашем отечестве: о его истории, географии, статистике этнографии, торговле, промышленности и т. п. К сожалению, мысль эта, для достижения которой Хмыров собрал уже очень много материалов, не получила осуществления, и сохранилась только программа издания, сообщённая С. Н. Шубинским в «Русской старине» (1873, т. VII). Немало также занимала Xмырова и мысль составить библиографический указатель к русским периодическим изданиям прошедшего времени; он представил в Академию наук проект подобного указателя с 1755 по 1866 год, но Академия, вследствие его обширности, отказалась издать его.